# Diskografie CeeLo Greena
Toto je seznam vydané diskografie amerického zpěváka a rappera CeeLo Greena.

## Alba

### Studiová alba
| Název                                                                                   | Detaily o albu                                                       | Umístění v hitparádách | Umístění v hitparádách | Umístění v hitparádách | Umístění v hitparádách | Umístění v hitparádách | Umístění v hitparádách | Umístění v hitparádách | Umístění v hitparádách | Umístění v hitparádách | Umístění v hitparádách | Prodeje                     | Certifikace                         |
| Název                                                                                   | Detaily o albu                                                       | US                     | US R&B                 | AUS                    | AUT                    | BEL (FL)               | DEN                    | IRL                    | NLD                    | NZ                     | UK                     | Prodeje                     | Certifikace                         |
| --------------------------------------------------------------------------------------- | -------------------------------------------------------------------- | ---------------------- | ---------------------- | ---------------------- | ---------------------- | ---------------------- | ---------------------- | ---------------------- | ---------------------- | ---------------------- | ---------------------- | --------------------------- | ----------------------------------- |
| Cee-Lo Green and His Perfect Imperfections                                              | - Vydáno: 23. dubna 2002 (US) - Vydavatelství: Arista                | 11                     | 2                      | —                      | —                      | —                      | —                      | —                      | —                      | —                      | —                      | - US: 250,000               |                                     |
| Cee-Lo Green... Is the Soul Machine                                                     | - Vydáno: 2. března 2004 (US) - Vydavatelství: Arista                | 13                     | 2                      | —                      | —                      | —                      | —                      | —                      | —                      | —                      | —                      | - US: 229,000 - UK: 1,532   |                                     |
| The Lady Killer                                                                         | - Vydáno: 9. listopadu 2010 (US) - Vydavatelství: Elektra, Asylum    | 9                      | 2                      | 24                     | 63                     | 51                     | 38                     | 18                     | 34                     | 38                     | 3                      | - US: 498,000 - UK: 756,000 | - BPI: 2× Platinum - IRMA: Platinum |
| Cee Lo's Magic Moment                                                                   | - Vydáno: 30. října 2012 (US) - Vydavatelství: Elektra, Warner Bros. | 25                     | 4                      | —                      | —                      | —                      | —                      | —                      | —                      | —                      | 167                    | - US: 225,000               |                                     |
| Heart Blanche                                                                           | - Vydáno: 6. listopadu 2015 - Vydavatelství: Atlantic                | —                      | 26                     | —                      | —                      | —                      | —                      | —                      | —                      | —                      | 43                     |                             |                                     |
| CeeLo Green Is Thomas Callaway                                                          | - Vydáno: 26. června 2020 - Vydavatelství: Easy Eye Sound            | —                      | —                      | —                      | —                      | —                      | —                      | —                      | —                      | —                      | —                      |                             |                                     |
| "—" značí, že se nahrávka neumístila v hitparádách nebo v tomto území ani nebyla vydána |                                                                      |                        |                        |                        |                        |                        |                        |                        |                        |                        |                        |                             |                                     |

### Kompilační alba
| Název                                                   | Detaily o albu                                        |
| ------------------------------------------------------- | ----------------------------------------------------- |
| Closet Freak: The Best of Cee-Lo Green the Soul Machine | - Vydáno: 31. října 2006 (US) - Vydavatelství: Arista |

## Singly

### Jako hlavní umělec
| Název                                                                                   | Rok  | Umístění v hitparádách | Umístění v hitparádách | Umístění v hitparádách | Umístění v hitparádách | Umístění v hitparádách | Umístění v hitparádách | Umístění v hitparádách | Umístění v hitparádách | Umístění v hitparádách | Umístění v hitparádách | Certifikace                                                                                | Album                                      |
| Název                                                                                   | Rok  | US                     | US R&B/HH              | AUS                    | AUT                    | BEL (FL)               | DEN                    | IRL                    | NLD                    | NZ                     | UK                     | Certifikace                                                                                | Album                                      |
| --------------------------------------------------------------------------------------- | ---- | ---------------------- | ---------------------- | ---------------------- | ---------------------- | ---------------------- | ---------------------- | ---------------------- | ---------------------- | ---------------------- | ---------------------- | ------------------------------------------------------------------------------------------ | ------------------------------------------ |
| "Closet Freak"                                                                          | 2002 | 98                     | 56                     | —                      | —                      | —                      | —                      | —                      | —                      | —                      | —                      |                                                                                            | Cee-Lo Green and His Perfect Imperfections |
| "Gettin' Grown"                                                                         | 2002 | —                      | —                      | —                      | —                      | —                      | —                      | —                      | —                      | —                      | —                      |                                                                                            | Cee-Lo Green and His Perfect Imperfections |
| "I'll Be Around" (feat. Timbaland)                                                      | 2004 | —                      | 52                     | —                      | —                      | —                      | —                      | —                      | —                      | —                      | —                      |                                                                                            | Cee-Lo Green... Is the Soul Machine        |
| "The One"                                                                               | 2004 | —                      | 82                     | —                      | —                      | —                      | —                      | —                      | —                      | —                      | —                      |                                                                                            | Cee-Lo Green... Is the Soul Machine        |
| "Happy Hour" (s Jazze Pha)                                                              | 2005 | —                      | —                      | —                      | —                      | —                      | —                      | —                      | —                      | —                      | —                      |                                                                                            | Singl bez alb                              |
| "Kung Fu Fighting" (s Jack Black)                                                       | 2008 | —                      | —                      | 77                     | —                      | —                      | —                      | —                      | —                      | —                      | —                      |                                                                                            | Kung Fu Panda                              |
| "Stranger in the Crowd"                                                                 | 2009 | —                      | —                      | —                      | —                      | —                      | —                      | —                      | —                      | —                      | —                      |                                                                                            | Singly bez alb                             |
| "Open Happiness" (s Patrick Stump, Brendon Urie, Travie McCoy a Janelle Monáe)          | 2009 | —                      | —                      | —                      | 11                     | —                      | —                      | —                      | —                      | 29                     | —                      |                                                                                            | Singly bez alb                             |
| "What Part of Forever"                                                                  | 2010 | —                      | —                      | —                      | —                      | —                      | —                      | —                      | —                      | —                      | —                      |                                                                                            | Twilight sága: Zatmění (soundtrack)        |
| "Georgia"                                                                               | 2010 | —                      | —                      | —                      | —                      | —                      | —                      | —                      | —                      | —                      | —                      |                                                                                            | The Lady Killer                            |
| "No One's Gonna Love You"                                                               | 2010 | —                      | ―                      | —                      | —                      | —                      | —                      | —                      | —                      | —                      | —                      |                                                                                            | The Lady Killer                            |
| "Pimps Don't Cry" (feat. Eva Mendes)                                                    | 2010 | —                      | —                      | —                      | —                      | —                      | —                      | —                      | —                      | —                      | —                      |                                                                                            | The Other Guys (soundtrack)                |
| "Fuck You"                                                                              | 2010 | 2                      | 57                     | 5                      | 5                      | 12                     | 2                      | 6                      | 3                      | 5                      | 1                      | - RIAA: 7× Platinum - ARIA: 2× Platinum - BPI: Platinum - MC: 4× Platinum - RMNZ: Platinum | The Lady Killer                            |
| "It's OK"                                                                               | 2010 | —                      | —                      | —                      | —                      | 54                     | —                      | 31                     | 94                     | —                      | 20                     |                                                                                            | The Lady Killer                            |
| "Fool for You" (feat. Philip Bailey nebo Melanie Fiona)                                 | 2011 | —                      | 13                     | —                      | —                      | —                      | —                      | —                      | —                      | —                      | —                      |                                                                                            | The Lady Killer                            |
| "Bright Lights Bigger City"                                                             | 2011 | —                      | —                      | —                      | 21                     | 33                     | —                      | 36                     | 23                     | 9                      | 13                     | - RMNZ: Platinum - BPI: Silver                                                             | The Lady Killer                            |
| "I Want You (Hold On to Love)"                                                          | 2011 | —                      | —                      | —                      | —                      | —                      | —                      | —                      | 82                     | —                      | 90                     |                                                                                            | The Lady Killer                            |
| "Love Is a Battlefield" (feat. Vicci Martinez)                                          | 2011 | —                      | —                      | —                      | —                      | —                      | —                      | —                      | —                      | —                      | —                      |                                                                                            | Singl bez alb                              |
| "Cry Baby"                                                                              | 2011 | —                      | —                      | —                      | —                      | —                      | —                      | —                      | —                      | —                      | 58                     |                                                                                            | The Lady Killer                            |
| "Anyway"                                                                                | 2011 | —                      | —                      | —                      | —                      | —                      | —                      | —                      | —                      | —                      | 52                     |                                                                                            | The Lady Killer                            |
| "Born to Be Wild" (s Juliet Simms)                                                      | 2012 | —                      | —                      | —                      | —                      | —                      | —                      | —                      | —                      | —                      | —                      |                                                                                            | Singly bez alb                             |
| "Blitzkrieg Bop (I Love Football)"                                                      | 2012 | —                      | —                      | —                      | —                      | —                      | —                      | —                      | —                      | —                      | —                      |                                                                                            | Singly bez alb                             |
| "Only You" (feat. Lauriana Mae)                                                         | 2013 | —                      | —                      | —                      | —                      | —                      | —                      | —                      | —                      | —                      | —                      |                                                                                            | Singly bez alb                             |
| "Robin Williams"                                                                        | 2015 | —                      | —                      | —                      | —                      | —                      | —                      | —                      | —                      | —                      | —                      |                                                                                            | Heart Blanche                              |
| "Sign of the Times"                                                                     | 2015 | —                      | —                      | —                      | —                      | —                      | —                      | —                      | —                      | —                      | —                      |                                                                                            | Heart Blanche                              |
| "Music to My Soul"                                                                      | 2015 | —                      | —                      | —                      | —                      | —                      | —                      | —                      | —                      | —                      | 59                     |                                                                                            | Heart Blanche                              |
| "Lead Me"                                                                               | 2020 | —                      | —                      | —                      | —                      | —                      | —                      | —                      | —                      | —                      | —                      |                                                                                            | CeeLo Green Is Thomas Callaway             |
| "—" značí, že se nahrávka neumístila v hitparádách nebo v tomto území ani nebyla vydána |      |                        |                        |                        |                        |                        |                        |                        |                        |                        |                        |                                                                                            |                                            |

### Jako vedlejší umělec
| Název                                                                                   | Rok  | Umístění v hitparádách | Umístění v hitparádách | Umístění v hitparádách | Umístění v hitparádách | Umístění v hitparádách | Umístění v hitparádách | Umístění v hitparádách | Umístění v hitparádách | Umístění v hitparádách | Umístění v hitparádách | Certifikace  | Album                                                |
| Název                                                                                   | Rok  | US                     | US R&B/HH              | US Rap                 | AUS                    | AUT                    | CAN                    | GER                    | IRE                    | NLD                    | UK                     | Certifikace  | Album                                                |
| --------------------------------------------------------------------------------------- | ---- | ---------------------- | ---------------------- | ---------------------- | ---------------------- | ---------------------- | ---------------------- | ---------------------- | ---------------------- | ---------------------- | ---------------------- | ------------ | ---------------------------------------------------- |
| "In da Wind" (Trick Daddy feat. Cee Lo Green a Big Boi)                                 | 2002 | 70                     | 28                     | 16                     | —                      | —                      | —                      | —                      | —                      | —                      | —                      |              | Thug Holiday                                         |
| "All I Know" (Field Mob feat. Cee Lo Green a Jazze Pha)                                 | 2003 | —                      | 77                     | —                      | —                      | —                      | —                      | —                      | —                      | —                      | —                      |              | From tha Roota to tha Toota                          |
| "Sugar (Gimme Some)" (Trick Daddy feat. Ludacris, Lil' Kim a Cee Lo Green)              | 2005 | 20                     | 36                     | 12                     | 31                     | —                      | —                      | —                      | —                      | —                      | 61                     | - RIAA: Gold | Thug Matrimony: Married to the Streets               |
| "Aufstehn!" (Seeed feat. Cee Lo Green)                                                  | 2005 | —                      | —                      | —                      | —                      | 14                     | —                      | 5                      | —                      | —                      | —                      |              | Next!                                                |
| "Politics" (Royce da 5'9" feat. Cee Lo Green)                                           | 2005 | —                      | —                      | —                      | —                      | —                      | —                      | —                      | —                      | —                      | —                      |              | Independent's Day                                    |
| "Lil Star" (Kelis feat. Cee Lo Green)                                                   | 2007 | —                      | —                      | —                      | —                      | —                      | —                      | 99                     | 8                      | 95                     | 3                      |              | Kelis Was Here                                       |
| "Less Than an Hour" (Nas feat. Cee Lo Green)                                            | 2007 | —                      | —                      | —                      | —                      | —                      | —                      | —                      | —                      | —                      | —                      |              | Křižovatka smrti 3: Tentokráte v Paříži (soundtrack) |
| "Pretty Please (Love Me)" (Estelle feat. Cee Lo Green)                                  | 2008 | —                      | —                      | —                      | —                      | —                      | —                      | —                      | —                      | —                      | 103                    |              | Shine                                                |
| "Be by Myself" (Asher Roth feat. Cee Lo Green)                                          | 2009 | —                      | —                      | —                      | —                      | —                      | —                      | —                      | —                      | —                      | —                      |              | Asleep in the Bread Aisle                            |
| "Cho Cha" (Teddybears feat. Cee Lo Green a The B-52's)                                  | 2011 | —                      | —                      | —                      | —                      | —                      | —                      | —                      | —                      | —                      | —                      |              | Devil's Music                                        |
| "Electric Lady" (40 Glocc feat. Cee Lo Green)                                           | 2011 | —                      | —                      | —                      | —                      | —                      | —                      | —                      | —                      | —                      | —                      |              | New World Agenda                                     |
| "Letter to My Son" (Don Trip feat. Cee Lo Green)                                        | 2011 | —                      | 89                     | —                      | —                      | —                      | —                      | —                      | —                      | —                      | —                      |              | Singl bez alb                                        |
| "My Life" (Slaughterhouse feat. Cee Lo Green)                                           | 2012 | —                      | —                      | —                      | —                      | —                      | 87                     | —                      | —                      | —                      | —                      |              | Welcome to: Our House                                |
| "Come Along" (Vicci Martinez feat. Cee Lo Green)                                        | 2012 | —                      | —                      | —                      | —                      | —                      | —                      | —                      | —                      | —                      | —                      |              | Come Along                                           |
| "Hello" (T.I. feat. Cee Lo Green)                                                       | 2013 | —                      | —                      | —                      | —                      | —                      | —                      | —                      | —                      | —                      | —                      |              | Trouble Man: Heavy Is the Head                       |
| "Shine Like Gold" (Gipp feat. Cee Lo Green)                                             | 2014 | —                      | —                      | —                      | —                      | —                      | —                      | —                      | —                      | —                      | —                      |              | Zagga                                                |
| "Legendary" (Tyrese feat. Cee Lo Green)                                                 | 2020 | —                      | —                      | —                      | —                      | —                      | —                      | —                      | —                      | —                      | —                      |              | Singl bez alb                                        |
| "The King and I" (Eminem feat. CeeLo Green)                                             | 2022 | —                      | —                      | —                      | —                      | —                      | —                      | —                      | 97                     | —                      | 86                     |              | Elvis / Curtain Call 2                               |
| "—" značí, že se nahrávka neumístila v hitparádách nebo v tomto území ani nebyla vydána |      |                        |                        |                        |                        |                        |                        |                        |                        |                        |                        |              |                                                      |

## Další umístěné písně
| "In Due Time" (Outkast feat. Cee Lo Green)                                              | 1997 | —  | —  | —  | —  | —   | Soul Food                                     |
| "Everything I Love" (Diddy feat. Nas a Cee Lo Green)                                    | 2006 | —  | —  | —  | —  | —   | Press Play                                    |
| "The Other Side" (Bruno Mars feat. Cee Lo Green a B.o.B)                                | 2010 | —  | —  | —  | —  | 97  | It's Better If You Don't Understand           |
| "Scott Mescudi vs. the World" (Kid Cudi feat. Cee Lo Green)                             | 2010 | 92 | —  | —  | 88 | —   | Man on the Moon II: The Legend of Mr. Rager   |
| "Mary, Did You Know?"                                                                   | 2012 | —  | —  | 35 | —  | —   | Cee Lo's Magic Moment                         |
| "What Christmas Means to Me"                                                            | 2012 | —  | —  | 37 | 89 | —   | Cee Lo's Magic Moment                         |
| "Baby, It's Cold Outside" (feat. Christina Aguilera)                                    | 2012 | —  | —  | —  | 92 | —   | Cee Lo's Magic Moment                         |
| "All I Need Is Love" (feat. The Muppets)                                                | 2012 | —  | 29 | —  | —  | —   | Cee Lo's Magic Moment                         |
| "Merry Christmas, Baby" (feat. Rod Stewart a Trombone Shorty)                           | 2012 | —  | 18 | —  | —  | 111 | Cee Lo's Magic Moment a Merry Christmas, Baby |
| "—" značí, že se nahrávka neumístila v hitparádách nebo v tomto území ani nebyla vydána |      |    |    |    |    |     |                                               |

## Spolu umělec
| Název                                                            | Rok  | Další umělec                                                                                                 | Album                                       |
| ---------------------------------------------------------------- | ---- | --- | ------------------------------------------- |
| "Right Tonight"                                                  | 1995 | Society of Soul                                                                                              | Brainchild                                  |
| "Organized Bass"                                                 | 1997 | Kilo Ali | Organized Bass                              |
| "G.O.D. (Gaining One's Definition)"                              | 1997 | Common | One Day It'll All Make Sense                |
| "In Due Time"                                                    | 1997 | Outkast | Soul Food (soundtrack)                      |
| "7th Floor/The Serengetti"                                       | 1998 | Witchdoctor                                                                                                  | A S.W.A.T. Healin' Ritual                   |
| "Curse on You"                                                   | 1998 | Sleepy's Theme                                                                                               | The Vinyl Room                              |
| "Liberation"                                                     | 1998 | Outkast, Erykah Badu, Big Rube                                                                               | Aquemini                                    |
| "Paid Dues"                                                      | 1999 | 8Ball & MJG                                                                                                  | In Our Lifetime, Vol. 1                     |
| "Do You Like the Way"                                            | 1999 | Santana, Lauryn Hill                                                                                         | Supernatural                                |
| "Do Something" (Organized Noize Mix)                             | 1999 | Macy Gray | "Do Something" singl                        |
| "You Know"                                                       | 1999 | Heavy D | Heavy                                       |
| "Reverse"                                                        | 1999 | Puff Daddy, Shyne, G. Dep, Redman, Busta Rhymes, Sauce Money                                                 | Forever                                     |
| "Something Good"                                                 | 1999 | 1 Life 2 Live, Khujo z Goodie Mob                                                                            | 1 Life 2 Live                               |
| "Lookin' at Us"                                                  | 2000 | Black Rob | Life Story                                  |
| "A Song for Assata"                                              | 2000 | Common | Like Water for Chocolate                    |
| "Sex, Money, Drugs"                                              | 2000 | Easy Mo Bee                                                                                                  | Now or Never: Odyssey 2000                  |
| "Lil' Drummer Boy"                                               | 2000 | Lil' Kim, Redman                                                                                             | The Notorious K.I.M.                        |
| "My Time 2 Go"                                                   | 2000 | P.A. | My Life, Your Entertainment                 |
| "We're All Gonna Die"                                            | 2000 | Everlast | Eat at Whitey's                             |
| "Storm Chaser"                                                   | 2000 | Rehab, Big Gipp                                                                                              | Southern Discomfort                         |
| "Slum Beautiful"                                                 | 2000 | Outkast | Stankonia                                   |
| "C.O.S.P.L.E."                                                   | 2000 | Frank Real                                                                                                   | Frank Real                                  |
| "Rap Star Status"                                                | 2001 | Big G., DJ Wil, Walla                                                                                        | I'm Bigger Than You                         |
| "Speedballin'"                                                   | 2001 | Outkast | Lara Croft: Tomb Raider (soundtrack)        |
| "Lord Have Mercy"                                                | 2001 | Backbone, Joi                                                                                                | Concrete Law                                |
| "Sexual Chocolate"                                               | 2001 | — | Violator: The Album, V2.0                   |
| "Stop Lyin'"                                                     | 2001 | Po' White Trash                                                                                              | Po' Like Dis                                |
| "Held Down"                                                      | 2001 | De La Soul                                                                                                   | AOI: Bionix                                 |
| "Between Me, You and Liberation"                                 | 2002 | Common | Electric Circus                             |
| "Heaven Somewhere"                                               | 2002 | Common, Omar Lye-Fook, Bilal, Jill Scott, Mary J. Blige, Erykah Badu, Lonnie Lynn                            | Electric Circus                             |
| "Playerz"                                                        | 2002 | Ying Yang Twins, Kurtis Blow                                                                                 | Legends of Hip Hop                          |
| "Suzie Q"                                                        | 2002 | Skillz, Jazze Pha                                                                                            | I Ain't Mad No More                         |
| "Chuch"                                                          | 2003 | Da Brat | Limelite, Luv & Niteclubz                   |
| "What U Sittin' On?" (DM's 26 Remix)                             | 2003 | Danger Mouse, Tha Liks                                                                                       | Ghetto Pop Life                             |
| "Reset"                                                          | 2003 | Outkast, Khujo Goodie                                                                                        | Speakerboxxx/The Love Below                 |
| "U.N.I.T.Y."                                                     | 2003 | Rahzel | Rahzel's Greatest Knock Outs                |
| "momentinlife"                                                   | 2003 | Musiq, Kindred the Family Soul                                                                               | Soulstar                                    |
| "Hope"                                                           | 2004 | Twista | Kamikaze                                    |
| "Foxey Lady"                                                     | 2004 | — | Power of Soul: A Tribute to Jimi Hendrix    |
| "Beautiful Fool"                                                 | 2004 | — | Soundz of Spirit                            |
| "Like That"                                                      | 2005 | The Black Eyed Peas, Q-Tip, Talib Kweli, John Legend                                                         | Monkey Business                             |
| "Gone"                                                           | 2005 | Esthero | Wikked Lil' Grrrls                          |
| "Walk This Way"                                                  | 2005 | P$C | 25 to Life                                  |
| "Bragging Rights"                                                | 2005 | Bad Fathers                                                                                                  | Angels in the Chamber                       |
| "(You Caught Me) Smilin'"                                        | 2005 | Scar, Big Boi, DJ Swiff                                                                                      | Different Strokes by Different Folks        |
| "Benzi Box"                                                      | 2005 | Danger Doom                                                                                                  | The Mouse and the Mask                      |
| "What Is This?"                                                  | 2005 | Purple Ribbon All-Stars, Scar                                                                                | Got Purp? Vol. 2                            |
| "Caved In"                                                       | 2006 | Cunninlynguists                                                                                              | A Piece of Strange                          |
| "Something Wrong"                                                | 2006 | Cognito, B-Legit                                                                                             | Recognition                                 |
| "Groupie Sex"                                                    | 2006 | Dave Ghetto                                                                                                  | Lovelife                                    |
| "Ophidiophobia"                                                  | 2006 | — | Hadi v letadle                              |
| "Groundhog Day"                                                  | 2006 | Mayday | Mayday!                                     |
| "I'm the Work"                                                   | 2006 | Mr. Marcello                                                                                                 | Son of Magnolia                             |
| "Everything I Love"                                              | 2006 | Diddy, Nas                                                                                                   | Press Play                                  |
| "Say Say"                                                        | 2007 | Twista, Jazze Pha, Big Zak                                                                                   | Adrenaline Rush 2007                        |
| "I Told Ya"                                                      | 2007 | Ali & Gipp, Bun B                                                                                            | Kinfolk                                     |
| "Falling"                                                        | 2008 | Paul Oakenfold                                                                                               | —                                           |
| "Make My Day"                                                    | 2008 | Common | Universal Mind Control                      |
| "Love Is a Murder"                                               | 2008 | The Constellations                                                                                           | Southern Gothic                             |
| "Middle"                                                         | 2010 | The Fixxers                                                                                                  | Midnight Life                               |
| "Cho Cha"                                                        | 2010 | Teddybears, The B-52's                                                                                       | Devil's Music                               |
| "The Other Side"                                                 | 2010 | Bruno Mars, B.o.B                                                                                            | It's Better If You Don't Understand         |
| "Dr. Feel Good"                                                  | 2010 | Travie McCoy                                                                                                 | Lazarus                                     |
| "Tears of Joy"                                                   | 2010 | Rick Ross | Teflon Don                                  |
| "Scott Mescudi vs. the World"                                    | 2010 | Kid Cudi | Man on the Moon II: The Legend of Mr. Rager |
| "Brixton Briefcase"                                              | 2011 | Chase & Status                                                                                               | No More Idols                               |
| "(You're So Square) Baby I Don't Care"                           | 2011 | — | Rave on Buddy Holly                         |
| "Please"                                                         | 2011 | Selah Sue | Selah Sue                                   |
| "Sleep When I'm Gone"                                            | 2011 | DJ Khaled, Game, Busta Rhymes                                                                                | We the Best Forever                         |
| "Never Die"                                                      | 2012 | DJ Drama, Jadakiss, Nipsey Hussle, Young Jeezy                                                               | Quality Street Music                        |
| "Make the World Move"                                            | 2012 | Christina Aguilera                                                                                           | Lotus                                       |
| "Merry Christmas, Baby"                                          | 2012 | Rod Stewart, Trombone Shorty                                                                                 | Merry Christmas, Baby                       |
| "Workin' Man's Blues"                                            | 2013 | Aceyalone | Leanin' on Slick                            |
| "Gullible"                                                       | 2013 | Wale | The Gifted                                  |
| "That's My Kid"                                                  | 2013 | Tech N9ne, Big K.R.I.T., Kutt Calhoun                                                                        | Something Else                              |
| "Smile Mama, Smile"                                              | 2015 | Rick Ross | Black Market                                |
| "You"                                                            | 2015 | Scarface | Deeply Rooted                               |
| "Untitled 06 \| 06.30.2014"                                      | 2016 | Kendrick Lamar                                                                                               | Untitled Unmastered                         |
| "Violence (Army)"                                                | 2016 | Chief Keef                                                                                                   | —                                           |
| "We"                                                             | 2016 | Mac Miller                                                                                                   | The Divine Feminine                         |
| "Marvin"                                                         | 2017 | Raekwon | The Wild                                    |
| "The Night Begins to Shine"                                      | 2017 | Fall Out Boy                                                                                                 | Mladí Titáni, do toho!                      |
| "Gotta Love It"                                                  | 2018 | PRhyme, Brady Watt                                                                                           | PRhyme 2                                    |
| "North Star"                                                     | 2019 | Offset | Father of 4                                 |
| "Gone, Gone / Thank You"                                         | 2019 | Tyler, the Creator, La Roux, Jessy Wilson, Anthony Evans, Amanda Brown, Tiffany Stevenson, Jerrod Carmichael | Igor                                        |
| "Save My Soul (The CuDi Confession)" + "Is It Because I'm Black" | 2021 | Salaam Remi                                                                                                  | Black on Purpose                            |
| "La Era de la Sazón"                                             | 2021 | Cimafunk | El Alimento                                 |
| "Intentions"                                                     | 2021 | Big Boi & Sleepy Brown                                                                                       | Big Sleepover                               |
| "How I Feel"                                                     | 2022 | F.A.B.I.D.                                                                                                   | The LP                                      |
| "Power"                                                          | 2022 | EarthGang | Ghetto Gods                                 |
| "My Queen"                                                       | 2022 | Bun B & Cory Mo                                                                                              | Mo Trill                                    |
| "Big Funds"                                                      | 2022 | LNDN DRGS | 2 P’z In A Pod                              |
| "Pesos"                                                          | 2022 | Jimmie Allen                                                                                                 | Tulip Drive                                 |
| "Catfish Blackened w/ Grits"                                     | 2022 | Tobe Nwigwe                                                                                                  | moMINTs                                     |
| "Son Light"                                                      | 2023 | Neek Bucks                                                                                                   | Blessed To The Max                          |
| "Down by Law"                                                    | 2023 | Killer Mike                                                                                                  | Michael                                     |

## Videoklipy

### Jako hlavní umělec
| Název                                                                          | Rok  | Režisér                      |
| ------------------------------------------------------------------------------ | ---- | ---------------------------- |
| "Closet Freak"                                                                 | 2002 | Brian Belectic               |
| "Gettin' Grown"                                                                | 2002 | Brian Belectic, Cee-Lo Green |
| "I'll Be Around" (feat. Timbaland)                                             | 2003 | Lenny Bass                   |
| "Happy Hour" (s Jazze Pha)                                                     | 2005 | Fat Cats, Big Zak            |
| "Open Happiness" (s Patrick Stump, Brendon Urie, Travie McCoy a Janelle Monáe) | 2009 | Alan Ferguson                |
| "Fuck You"                                                                     | 2010 | Matt Stawski                 |
| "What Part of Forever"                                                         | 2010 | Christopher Sims             |
| "No One's Gonna Love You"                                                      | 2010 | Skinny                       |
| "It's OK"                                                                      | 2010 | Matt Stawski                 |
| "Bright Lights Bigger City"                                                    | 2011 | Kai Regan                    |
| "Bright Lights Bigger City" (Remix) (feat. Wiz Khalifa)                        | 2011 | Kai Regan                    |
| "I Want You (Hold on to Love)"                                                 | 2011 | Mazik Self                   |
| "Cry Baby"                                                                     | 2011 | Mickey Finnegan              |
| "Anyway"                                                                       | 2011 | Wonford St. James            |
| "Only You" (feat. Lauriana Mae)                                                | 2013 | Ethan Lader                  |

### Jako vedlejší umělec
| Název                                                                                  | Rok  | Režisér                     |
| -------------------------------------------------------------------------------------- | ---- | --------------------------- |
| "In da Wind" (Trick Daddy feat. Cee Lo Green)                                          | 2002 | Brian Barber                |
| "All I Know" (Field Mob feat. Cee Lo Green)                                            | 2003 | Lenny Bass                  |
| "Sugar (Gimme Some)" (Trick Daddy feat. Lil' Kim a Cee Lo Green)                       | 2005 | Ray Kay                     |
| "Aufstehn!" (Seeed feat. Cee Lo Green)                                                 | 2005 | Daniel Harder               |
| "Like That" (The Black Eyed Peas feat. Q-Tip, Cee Lo Green, Talib Kweli a John Legend) | 2005 | Syndrome, Nabil Elderkin    |
| "Groundhog Day" (Mayday feat. Cee Lo Green)                                            | 2006 | Jokes                       |
| "Lil Star" (Kelis feat. Cee Lo Green)                                                  | 2007 | Marc Klasfeld               |
| "Pretty Please (Love Me)" (Estelle feat. Cee Lo Green)                                 | 2008 | Zipper on Butta Fly Leather |
| "Be by Myself" (Asher Roth feat. Cee Lo Green)                                         | 2009 | John Christopher Pina       |
| "My Life" (Slaughterhouse feat. Cee Lo Green)                                          | 2012 | Syndrome                    |